# Pórtes (Arcadie)
Pour les articles homonymes, voir Portes.
Pórtes (grec moderne : Πόρτες) est une localité située dans le dème de Cynourie-du-Nord, dans le district régional d'Arcadie, dans la périphérie du Péloponnèse, en Grèce.
Selon le recensement de 2021, elle compte 18 habitants.